# Принцът на Персия: Пясъците на времето (филм)
„Принцът на Персия: Пясъците на времето“ (на английски: Prince of Persia: The Sands of Time) е приключенски и фентъзи филм, излъчен по кината през 2010. Действието на филма се развива в Сасанидска Персия. Сценаристи Джордан Мекнър, Боаз Йакин, Дъг Миро и Карло Бърнард; продуцентът е Джери Бръкхеймер. Филмът е базиран на играта от 2003, носеща същото име и създадена от Убисофт Монтреал.
Филмът е с участието на Джейк Джиленхол в ролята на принц Дастан, Джема Артертън в ролята на принцеса Тамина, Бен Кингсли в ролята на Низам и Алфред Молина в ролята на Амар.
Макар филма да носи същото име като първата игра и да е предимно базиран върху нея, в него има и елементи от „Войнът вътре“ и „Двата трона“, другите две игри от франчайза „Принцът на Персия“.
Филмът е направен с бюджет от 200 млн. американски долара, и е реализирал печалба от 128 286 305 и приходи на стойност 335 154 638. Заснет е в Мароко във филмовите студия на Варзазад.